# ジョーダン・196
ジョーダン・196は、ジョーダン・グランプリが1996年のF1世界選手権参戦用に開発したフォーミュラ1カー。開発責任者はゲイリー・アンダーソン。1996年の開幕戦から最終戦まで使用された。

## 概要
プジョーエンジン搭載2年目は、ギャラハー（英：Gallaher Group）社のたばこブランド、ベンソン&ヘッジス（英：Benson & Hedges）がメインスポンサーに就いた。シーズン開幕時はカメラ映りを考慮してマシン全体が黄土色にペイントされていたが評判が良くなく、数戦後にはシャンパン・ゴールドに変更された。
毎年コンセプトが変わっていたフロントウィングは、ハイノーズの2点吊り下げ式に定着した。サイドポンツーンは前後に細長いふたつのラジエターインテークが開口する珍しいデザインを採用した。
この年、ドライバーの側頭部を保護するサイドプロテクターの装備が義務付けられた。多くのチームは規定通りの大型プロテクターを取り付けたが、ジョーダンはコクピット前方に小さなフィンを付け、ロールバーを前後逆向きに取り付けるというアイデアでプロテクターの傾斜角を抑えた（コクピット前方とロールバー頂点を結んだ仮想線が基準となるため。ウィリアムズ陣営は逆にコックピット後方にフィンを立てたFW18を投入している）。空気抵抗を減らすことが出来るため、他チームも翌年以降この手法を取り入れるようになった。

### 1996年シーズン
ドライバーはエディ・アーバインがフェラーリに移籍し、チーム在籍4年目のルーベンス・バリチェロと、リジェから移籍したマーティン・ブランドルのコンビとなった。
開幕戦オーストラリアGPでは、スタート直後にブランドルのマシンが接触して宙を舞い、モノコックとエンジンの接合部が真っ二つに折れるという大アクシデントに見舞われる。第2戦ブラジルGPではバリチェロが地元で予選2位を獲得し、レースでも表彰台争いを演じたが、スピンによりリタイアした。
その後、12回の入賞（バリチェロ7、ブランドル5）を記録して前年とほぼ同じ22ポイントを獲得し、成績コンストラクターズランキングは5位となった。しかし、この年は表彰台獲得がなく、ウィリアムズ、フェラーリ、ベネトン、マクラーレンといったトップチームに次ぐ「第二集団」の1チームから抜け出すことはできなかった。
年末までには変化の必要性が明白なものになった。バリチェロは新規参入するスチュワート・グランプリに移籍、ブランドルはF1を引退した。チームは翌年に向けてラルフ・シューマッハとジャンカルロ・フィジケラを採用した。

## F1における全成績
(key) （太字はポールポジション）
| 年     | チーム     | エンジン     | タイヤ | ドライバー             | 1   | 2   | 3   | 4   | 5   | 6   | 7   | 8   | 9   | 10  | 11  | 12  | 13  | 14  | 15  | 16  | ポイント | 順位 |
| ------ | ---------- | ------------ | ------ | ---------------------- | --- | --- | --- | --- | --- | --- | --- | --- | --- | --- | --- | --- | --- | --- | --- | --- | -------- | ---- |
| 1996年 | ジョーダン | プジョー V10 | G      |                        | AUS | BRA | ARG | EUR | SMR | MON | ESP | CAN | FRA | GBR | GER | HUN | BEL | ITA | POR | JPN | 22       | 5位  |
| 1996年 | ジョーダン | プジョー V10 | G      | ルーベンス・バリチェロ | Ret | Ret | 4   | 5   | 5   | Ret | Ret | Ret | 9   | 4   | 6   | 6   | Ret | 5   | Ret | 9   | 22       | 5位  |
| 1996年 | ジョーダン | プジョー V10 | G      | マーティン・ブランドル | Ret | 12  | Ret | 6   | Ret | Ret | Ret | 6   | 8   | 6   | 10  | Ret | Ret | 4   | 9   | 5   | 22       | 5位  |

## 参照
1. ↑  かつてロータスのマシンがJPSカラーに塗られていた時も、金色のストライプは黄土色で表現していた。